# Beluga E-Serie
Die E-Serie oder E-240 ist eine Klasse von Mehrzweckschiffen der ehemaligen Bremer Schwergutreederei Beluga Shipping.

## Geschichte
Der Schiffsentwurf wurde von der Werft Volharding Shipyards in Westerbroek als Mehrzweck-Schwergutfrachtschiff mit achtern angeordnetem Deckshaus und drei Laderäumen ausgelegt. Der Bau der Schiffe erfolgte im Auftrag verschiedener deutscher Reedereien auf drei verschiedenen chinesischen Werften. Eingesetzt wurden die Schiffe zunächst von der Bremer Reederei Beluga. Die Bezeichnung der Schiffsserie ergibt sich aus den Schiffsnamen, die während des Betriebs durch die Beluga-Reederei aus einem vorangestellten „Beluga“ und einem nachfolgenden mit dem Buchstaben „E“ beginnenden Begriff bestanden. Die „240“ ergibt sich aus der Krankapazität der Schiffe im gekoppelten Betrieb. Nach dem Zusammenbruch der Beluga-Gruppe wurden die Schiffe der E-Serie veräußert und werden inzwischen in verschiedenen anderen Reedereien betrieben.
Die Schiffe werden in der Hauptsache in der weltweiten Fahrt für den Transport von Schwergut, Massenstückgut, kleineren Projektladungen oder Containern eingesetzt.
Die Schiffe der später gebauten Beluga F-Serie, der BBC Campana-Klasse, BBC Maine-Klasse und BBC Carolina-Klasse zählen zum selben Schiffsentwurf, verfügen aber zum Teil über eine abweichende Krankapazität.

## Technik
Der Rauminhalt der drei Laderäume beträgt insgesamt 15.952 m³, bei Mitnahme der herausnehmbaren Zwischendeckselemente verbleibt ein Rauminhalt von 14.856 m³. Die Tankdecke ist für Belastungen von 16 Tonnen/m² ausgelegt und für den Ladungsumschlag mit Greifern verstärkt. Die versetzbaren Zwischendecks können mit vier Tonnen/m² belastet werden, die Lukendeckel mit 1,75 Tonnen/m². Die Containerkapazität beträgt 673 TEU. Die Schiffe sind mit zwei an Backbord angebrachten elektrohydraulischen NMF-Schiffskränen mit jeweils 120 Tonnen Hubvermögen ausgerüstet, die im gekoppelten Betrieb Kolli von bis zu 240 Tonnen bewegen können. Die Laderäume der Schiffe werden mit hydraulisch bedienten Faltlukendeckeln verschlossen.
Der Antrieb der Schiffe besteht aus einem Viertakt-Dieselmotor des Typs MaK 6M43 mit 5400 kW Leistung, der über ein Untersetzungsgetriebe auf einen Verstellpropeller und einen Wellengenerator mit 875 kVA Leistung wirkt. Die Schiffe erreichen eine Geschwindigkeit von etwa 15 Knoten. Weiterhin stehen drei Hilfsdiesel mit jeweils 493 kVA Leistung und ein Notdiesel mit 124kVA Leistung zur Verfügung.  Die An- und Ablegemanöver werden durch ein Bugstrahlruder unterstützt.

## Die Schiffe
| Bauname                      | Bauwerft/Baunummer                  | IMO-Nummer | Ablieferung       | Auftraggeber                                              | Umbenennungen und Verbleib |
| ---------------------------- | ----------------------------------- | ---------- | ----------------- | --------------------------------------------------------- | --- |
| Nordwind                     | Jiangxi Jiangzhou Shipyard/A458     | 9260378    | 26. Februar 2004  | Krey Schiffahrts Gesellschaft, Leer                       | 2004 BBC Maryland, 2004 Beluga Elegance, 2001 Freesia, 2012 BBC Minnesota, 2013 Thorco Diamond, 2014 Corcovado, 2019 ABB Lydia, 2022 BBC Minnesota                                                           |
| Beluga Efficiency            | CSC Jiangdong Shipyard/JD12000-1    | 9283954    | 29. April 2004    | Reederei Freese, Stade Phoenix Reederei, Leer             | 2006 BBC Carolina, 2007 Beluga Efficiency, 2011 Lilia, 2011 Freese Scan, 2012 BBC Washington, 2014 Lisanna, 2019 ABB Bentje, 2022 BBC Washington                                                             |
| BBC Alabama                  | Jiangxi Jiangzhou Shipyard/A459     | 9261061    | 22. Juli 2004     | Krey Schiffahrts Gesellschaft, Leer                       | 2004 Beluga Emotion, 2010 Cordillera, 2023 Sinegorsk |
| Asian Voyage                 | CSC Jiangdong Shipyard/JD12000-4    | 9283966    | 25. November 2004 | Phoenix Reederei, Leer                                    | 2005 Beluga Eternity, 2010 Beluga Windward, 2011 Jette, 2012 BBC Wisconsin, 2013 Jette, 2013 Thorco Discovery, 2015 Jette, 2016 BBC Wisconsi, 2018 DS Wisconsin, 2020 Elke 2020 ABB Elke, 2023 BBC Wisconsin |
| Beluga Endeavour             | Jiangxi Jiangzhou Shipyard/A460     | 9261073    | 9. Dezember 2004  | Krey Schiffahrts Gesellschaft, Leer                       | 2011 HR Endeavour, 2019 Zea Endeavour, 2020 Endeavour, 2020 Fesco Paris |
| Beluga Enterprise            | Qingshan Shipyard/JD12000-3         | 9274343    | 18. Januar 2005   | Phoenix Reederei, Leer                                    | 2009 Laodicea, 2023 San Cosmas |
| Beluga Endurance             | Jiangxi Jiangzhou Shipyard/20020307 | 9312169    | April 2005        | Phoenix Reederei, Leer                                    | 2005 Martin, 2013 Rickmers Mumbai, 2014 Nordana Emilie, 2016 Martin, 2016 BBC Nebraska, 2017 Holandia, 2020 Melissa, 2023 ABB Victoria                                                                       |
| Beluga Energy                | Jiangxi Jiangzhou Shipyard/A461     | 9261085    | Juli 2005         | Krey Schiffahrts Gesellschaft, Leer Heino Winter, Hamburg | 2011 Linde, 2014 Rickmers Chittagong, 2014 Nordana Emma, 2016 Linde 2016 BBC Iowa, 2017 Helvetia, 2021 Orianna, 2023 KS Aim                                                                                  |
| Beluga Expectation           | Qingshan Shipyard/QS2004 0301       | 9357999    | Dezember 2005     | Beluga Shipping, Bremen Nedfriends Project                | 2011 Jule, 2011 OXL Avatar, 2013 Clipper Anita, 2013 Thorco Dolphin, 2015 Jule, 2020 BBC Oklahoma, 2021 BBC Yukon, 2022 Nordic Kylie                                                                         |
| Beluga Evaluation            | Qingshan Shipyard/QS2004 0302       | 9358010    | 26. Januar 2006   | Beluga Shipping, Bremen Nedfriends Project                | 2011 Nicola, 2011 BBC Hawaii, 2016 Nicola, 2017 Ocean Rising, 2018 Neptune Crown, 2021 Neptun, 2022 Maia-1                                                                                                   |
| Daten: Equasis, grosstonnage |                                     |            |                   |                                                           | |